# Беларус (вестник)
Вижте пояснителната страница за други значения на Беларус.
„Белару́с“ е името на вестника на беларуските емигранти, основан в САЩ през 1950 от представители на беларуската следвоенна емиграция. Издава се веднъж месечно от беларуско-американска асоциация. Редакцията на вестника е на остров Лонг Айлънд. Пощенският адрес е в с. Фармингдейл (Farmingdale), окръг Насау, щата Ню Йорк.
Вестникът е най-голямото и старо беларуско периодично издание, което се публикува извън Беларус. Материалите са написани на беларуски език и съдържат информация за живота и активизма на беларуската диаспора, новини за Беларус, както и много исторически и аналитични материали. Много беларуски организации в света са абонирани за вестника.
По политически възгледи „Беларус“ е противник на политиката на сегашния президент на Беларус Александър Лукашенко и има национално-демократически позиции.